# Třída Knox
Třída Knox je lodní třída fregat Námořnictva Spojených států amerických, které byly v 60. letech navrženy jako náhrada starších modernizovaných druhoválečných torpédoborců a poválečných malých fregat. Jejich specializací byl boj proti ponorkám. Jejich hlavním posláním byl doprovod konvojů, popř. svazů výsadkových a vojenských zásobovacích lodí. Původně byly klasifikovány jako eskortní torpédoborce (DE — destroyer escort), ale roku 1975 byly překlasifikovány na fregaty (FF — frigate).
V letech 1965–1974 bylo pro americké námořnictvo postaveno celkem 46 jednotek této třídy (dalších pět fregat třídy Baleares bylo postaveno ve Španělsku podle upraveného projektu). Celkové náklady na stavbu fregat třídy Knox byly roku 1974 vyčísleny na 1,425 miliardy dolarů (průměrně 31 milionů dolarů za kus). Americké námořnictvo třídu Knox provozovalo v letech 1969–1994. Jako poslední byla dne 30. července 1994 vyřazena fregata USS Truett (FF-1095).
Značná část vyřazených fregat byla následně poskytnuta americkým spojencům. Zahraničními uživateli třídy se stala námořnictva Čínské republiky (8 ks), Egypta (2 ks), Mexika (4 ks), Řecka (3 ks), Thajska (2 ks) a Turecka (12 ks, z toho 4 na náhradní díly).

## Stavba

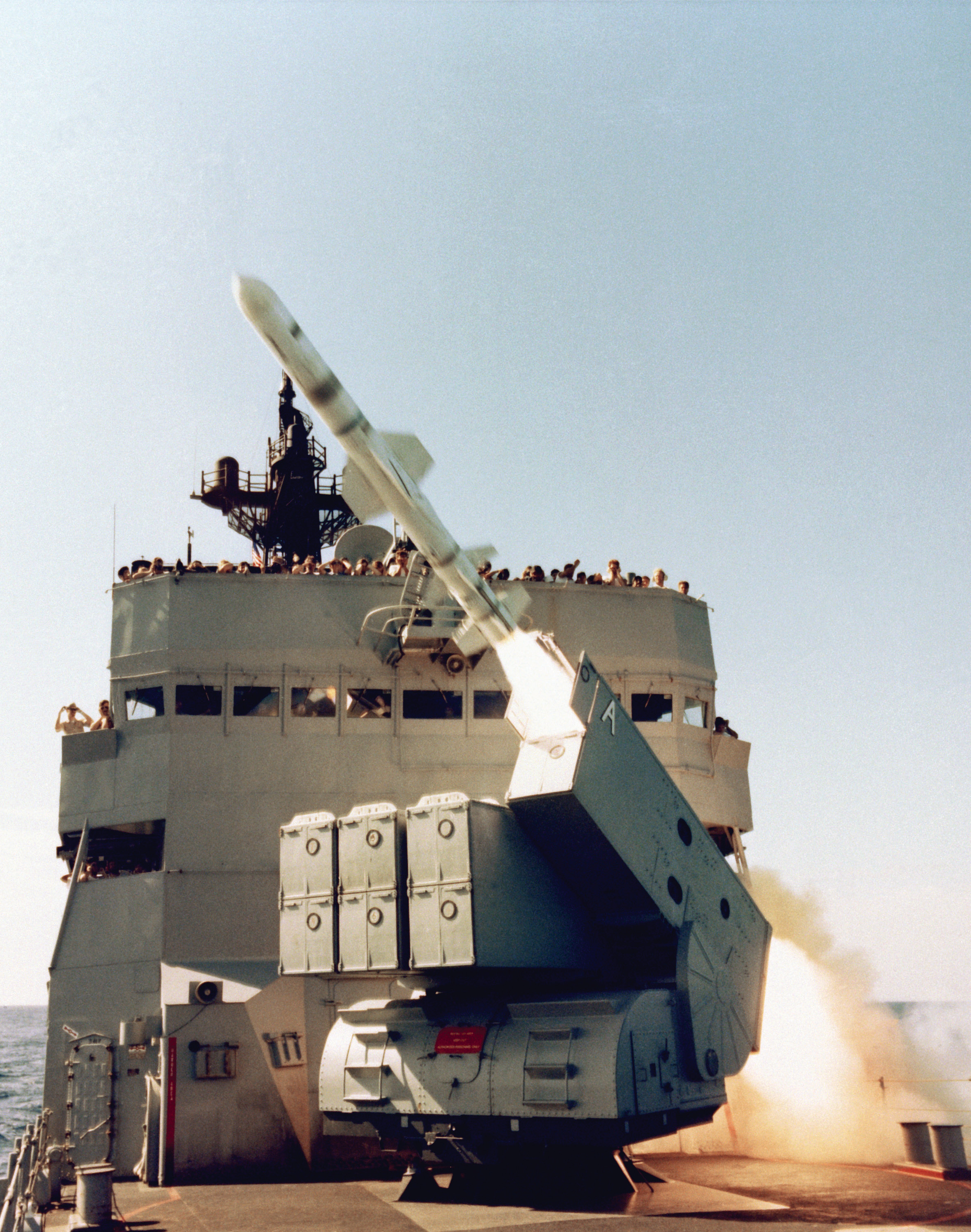
Protilodní střela Harpoon při odpálení z paluby fregaty USS Badger

Fregaty třídy Knox byly vyvinuty jako náhrada za modernizované torpédoborce pocházející z éry druhé světové války. Ve finančních letech 1964–1968 byla potvrzena stavba celkem 56 jednotek této třídy, přičemž jejich počet byl postupně snížen na konečných 46.
Celkem bylo postaveno 46 jednotek této třídy. Stavba probíhala v letech 1965–1974 v loděnicích firem Todd Shipyard v Seattlu a v Los Angeles, Avondale Shipyard v Bridge City ve státě Louisiana a Lockheed Shipbuilding and Construction Company (Lockheed) v Seattlu.
Jednotky třídy Knox:
| Jméno                                      | Loděnice                   | Založení kýlu      | Spuštěna           | Vstup do služby    | Status |
| ------------------------------------------ | -------------------------- | ------------------ | ------------------ | ------------------ | --- |
| USS Knox (FF-1052, ex DE-1052)             | Todd Shipyard, Seattle     | 5. října 1965      | 19. listopadu 1966 | 12. dubna 1969     | Vyřazena 14. února 1992. |
| USS Roark (FF-1053, ex DE-1053)            | Todd Shipyardd, Seattle    | 2. února 1966      | 24. dubna 1967     | 22. listopadu 1969 | Vyřazena 14. prosince 1991. |
| USS Gray (FF-1054, ex DE-1054)             | Todd Shipyard, Seattle     | 19. listopadu 1966 | 3. listopadu 1967  | 4. dubna 1970      | Vyřazena 29. září 1991. |
| USS Hepburn (FF-1055, ex DE-1055)          | Todd Shipyard, Los Angeles | 1. června 1966     | 25. března 1967    | 3. července 1969   | Vyřazena 20. prosince 1991. |
| USS Connole (FF-1056, ex DE-1056)          | Avondale Shipyard          | 23. března 1967    | 20. července 1968  | 30. srpna 1969     | Vyřazena 30. srpna 1992. Roku 1992 zapůjčena Řecku jako Epirus (F-456), vyřazena 20. června 2002. |
| USS Rathburne (FF-1057, ex DE-1057)        | Lockheed                   | 8. ledna 1968      | 2. května 1969     | 16. května 1970    | Vyřazena 14. února 1992. |
| USS Meyerkord (FF-1058, ex DE-1058)        | Todd Shipyard, Los Angeles | 1. září 1966       | 15. července 1967  | 28. listopadu 1969 | Vyřazena 14. prosince 1991. |
| USS W. S. Sims (FF-1059, ex DE-1059)       | Avondale Shipyard          | 10. dubna 1967     | 4. ledna 1969      | 3. ledna 1970      | Vyřazena 6. září 1991, darována Turecku jako hulk na náhradní díly. |
| USS Lang (FF-1060, ex DE-1060)             | Todd Shipyard, Los Angeles | 25. března 1967    | 4. ledna 1969      | 28. března 1970    | Vyřazena 12. prosince 1991. |
| USS Patterson (FF-1061, ex DE-1061)        | Avondale Shipyard          | 12. října 1967     | 3. května 1969     | 14. března 1970    | Vyřazena 30. září 1991. |
| USS Whipple (FF-1062, ex DE-1062)          | Todd Shipyard, Seattle     | 24. dubna 1967     | 12. dubna 1968     | 22. srpna 1970     | Vyřazena 14. února 1992. Od 1. listopadu 2002 provozován Mexickým námořnictvem jako Mina (F-214), aktivní. |
| USS Reasoner (FF-1063, ex DE-1063)         | Lockheed                   | 6. ledna 1969      | 1. srpna 1970      | 31. července 1971  | Vyřazena 28. srpna 1993. Roku 1993 zapůjčena (a později prodána) Turecku jako Kocatepe (F-252), vyřazen 2005. |
| USS Lockwood (FF-1064, ex DE-1064)         | Todd Shipyard, Seattle     | 3. listopadu 1967  | 5. září 1969       | 5. prosince 1970   | Vyřazena 27. září 1993. |
| USS Stein (FF-1065, ex DE-1065)            | Lockheed                   | 1. června 1970     | 19. prosince 1970  | 8. ledna 1972      | Vyřazena 19. března 1992. Od 16. srpna 1997 provozován Mexickým námořnictvem jako Allende (F-211), aktivní. |
| USS Marvin Shields (FF-1066, ex DE-1066)   | Todd Shipyard, Seattle     | 12. dubna 1968     | 23. října 1969     | 10. dubna 1971     | Vyřazena 2. července 1992. Od 16. srpna 1997 provozován Mexickým námořnictvem jako Abasolo (F-212), aktivní. |
| USS Francis Hammond (FF-1067, ex DE-1067)  | Todd Shipyard, Los Angeles | 15. července 1967  | 11. května 1968    | 25. července 1970  | Vyřazena 2. července 1992. |
| USS Vreeland (FF-1068, ex DE-1068)         | Avondale Shipyard          | 20. března 1968    | 14. června 1969    | 13. června 1970    | Vyřazena 30. června 1992. Roku 1992 zapůjčena (a později prodána) Řecku jako Makedonie (F-458), vyřazena lednu 1999. |
| USS Bagley (FF-1069, ex DE-1069)           | Lockheed                   | 22. září 1970      | 24. dubna 1971     | 6. května 1972     | Vyřazena 26. září 1991. |
| USS Downes (FF-1070, ex DE-1070)           | Todd Shipyard, Seattle     | 5. září 1968       | 13. prosince 1969  | 28. srpna 1971     | Vyřazena 5. června 1992. |
| USS Badger (FF-1071, ex DE-1071)           | Todd Shipyard, Los Angeles | 17. února 1968     | 7. prosince 1968   | 1. prosince 1970   | Vyřazena 20. prosince 1991. |
| USS Blakely (FF-1072, ex DE-1072)          | Avondale Shipyard          | 3. června 1968     | 23. srpna 1969     | 28. července 1970  | Vyřazena 15. listopadu 1991. |
| USS Robert E. Peary (FF-1073, ex DE-1073)  | Lockheed                   | 20. prosince 1970  | 23. června 1971    | 23. září 1972      | Vyřazena 7. srpna 1992. Roku 1992 zapůjčena (a později prodána) námořnictvu Čínské republiky, která ji od 6. října 1993 provozuje jako Ťi-jang (FFG-932, ex FF-932), vyřazena 1. května 2015.                                                                               |
| USS Harold E. Holt (FF-1074, ex DE-1074)   | Todd Shipyard, Los Angeles | 11. května 1968    | 3. května 1969     | 26. března 1971    | Vyřazena 2. července 1992. |
| USS Trippe (FF-1075, ex DE-1075)           | Avondale Shipyard          | 29. července 1968  | 1. listopadu 1969  | 19. září 1970      | Vyřazena 30. července 1992. Roku 1992 zapůjčena (a později prodána) Řecku jako Thrákē (F-457), vyřazena 6. března 2001. |
| USS Fanning (FF-1076, ex DE-1076)          | Todd Shipyard, Los Angeles | 7. prosince 1968   | 24. ledna 1970     | 23. července 1971  | Vyřazena 31. července 1993. Roku 1993 zapůjčena (a později prodána) Turecku jako Adatepe (F-251), vyřazen 2001. |
| USS Ouellet (FF-1077, ex DE-1077)          | Avondale Shipyard          | 15. ledna 1969     | 17. ledna 1970     | 12. prosince 1970  | Vyřazena 6. srpna 1993. Od 13. listopadu 1998 provozován thajským královským námořnictvem jako Phutthaloetla Naphalai (462), vyřazena 1. dubna 2015. |
| USS Joseph Hewes (FF-1078, ex DE-1078)     | Avondale Shipyard          | 15. května 1969    | 7. března 1970     | 24. dubna 1971     | Od 15. prosince 1991 cvičná loď (FFT-1078), vyřazena 30. června 1994. Roku 1994 zapůjčena (a později prodána) námořnictvu Čínské republiky, která ji od 4. srpna 1995 provozován námořnictvem Čínské republiky jako Lan-jang (FFG-935, ex FF-935), vyřazena 23. ledna 2025. |
| USS Bowen (FF-1079, ex DE-1079)            | Avondale Shipyard          | 11. července 1969  | 2. května 1970     | 22. května 1971    | Od 15. prosince 1991 cvičná loď (FFT-1079), vyřazena 30. června 1994. Roku 1994 zapůjčena (a později prodána) Turecku jako Akdeniz (F-257), vyřazen 2011. |
| USS Paul (FF-1080, ex DE-1080)             | Avondale Shipyard          | 12. září 1969      | 20. června 1970    | 14. srpna 1971     | Vyřazena 14. srpna 1992. Roku 2000 darována Turecku jako hulk na náhradní díly. |
| USS Aylwin (FF-1081, ex DE-1081)           | Avondale Shipyard          | 13. listopadu 1969 | 29. srpna 1970     | 18. září 1971      | Vyřazena 15. května 1992. Roku 1998 ji získalo námořnictvo Čínské republiky, které ji od 18. října 1999 provozuje jako Ning-jang (FFG-938, ex FF-938), aktivní. |
| USS Elmer Montgomery (FF-1082, ex DE-1082) | Avondale Shipyard          | 23. ledna 1970     | 21. listopadu 1970 | 30. října 1971     | Vyřazena 30. června 1993. Roku 1992 darována Turecku jako hulk na náhradní díly. |
| USS Cook (FF-1083, ex DE-1083)             | Avondale Shipyard          | 20. března 1970    | 23. ledna 1971     | 18. prosince 1971  | Vyřazena 30. dubna 1992. Roku 1994 zapůjčena (a později prodána) námořnictvu Čínské republiky, která ji od 4. srpna 1995 provozován námořnictvem Čínské republiky jako Chaj-jang (FFG-936, ex FF-936), vyřazena 1. května 2015.                                             |
| USS McCandless (FF-1084, ex DE-1084)       | Avondale Shipyard          | 4. června 1970     | 20. března 1971    | 18. března 1972    | Od 31. prosince 1991 cvičná loď (FFT-1084), vyřazena 6. května 1994. Roku 1994 zapůjčena (a později prodána) Turecku jako Trakya (F-254), vyřazen 2003. |
| USS Donald B. Beary (FF-1085, ex DE-1085)  | Avondale Shipyard          | 24. července 1970  | 22. května 1971    | 22. července 1972  | Od 15. prosince 1991 cvičná loď (FFT-1085), vyřazena 20. května 1994. Roku 1994 zapůjčena (a později prodána) Turecku jako Karadeniz (F-255), vyřazen 2006. |
| USS Brewton (FF-1086, ex DE-1086)          | Avondale Shipyard          | 2. října 1970      | 24. července 1971  | 8. července 1972   | Vyřazena 2. července 1992. Roku 1992 zapůjčena (a později prodána) námořnictvu Čínské republiky, která ji od 6. října 1993 provozuje jako Feng-jang (FFG-933, ex FF-933), aktivní.                                                                                          |
| USS Kirk (FF-1087, ex DE-1087)             | Avondale Shipyard          | 4. prosince 1970   | 25. září 1971      | 9. září 1972       | Vyřazena 6. srpna 1993. Roku 1993 zapůjčena (a později prodána) námořnictvu Čínské republiky, která ji od 6. října 1993 provozuje jako Fen-jang (FFG-934, ex FF-934), aktivní.                                                                                              |
| USS Barbey (FF-1088, ex DE-1088)           | Avondale Shipyard          | 5. února 1971      | 4. prosince 1971   | 11. listopadu 1972 | Vyřazena 20. března 1992. Roku 1994 zapůjčena (a později prodána) námořnictvu Čínské republiky, která ji od 4. srpna 1995 provozován námořnictvem Čínské republiky jako Chuaj-jang (FFG-937, ex FF-937), aktivní.                                                           |
| USS Jesse L. Brown (FF-1089, ex DE-1089)   | Avondale Shipyard          | 8. dubna 1971      | 18. března 1972    | 17. února 1973     | Od 31. prosince 1991 cvičná loď (FFT-1089), vyřazena 27. července 1994. Roku 1994 zapůjčena (a později prodána) Egyptu jako Damietta (961), aktivní. |
| USS Ainsworth (FF-1090, ex DE-1090)        | Avondale Shipyard          | 11. června 1971    | 15. dubna 1972     | 31. března 1973    | Od 15. prosince 1991 cvičná loď (FFT-1090), vyřazena 27. května 1994. Roku 1994 zapůjčena (a později prodána) Turecku jako Ege (F-256), vyřazen 2005. Zachována jako muzejní loď v Izmiru.                                                                                  |
| USS Miller (FF-1091, ex DE-1091)           | Avondale Shipyard          | 6. srpna 1971      | 3. června 1972     | 30. června 1973    | Vyřazena 15. října 1991. Roku 1998 darována Turecku jako hulk na náhradní díly. |
| USS Thomas C. Hart (FF-1092, ex DE-1092)   | Avondale Shipyard          | 8. října 1971      | 12. srpna 1972     | 28. července 1973  | Vyřazena 30. srpna 1993. Roku 1993 zapůjčena (a později prodána) Turecku jako Zafer (F-253), vyřazen 2012. |
| USS Capodanno (FF-1093, ex DE-1093)        | Avondale Shipyard          | 12. října 1971     | 21. října 1971     | 17. listopadu 1973 | Vyřazena 30. července 1993. Roku 1993 zapůjčena (a později darována) Turecku jako Mauvenet (F-250), vyřazen 2012. |
| USS Pharris (FF-1094, ex DE-1094)          | Avondale Shipyard          | 11. února 1972     | 16. prosince 1972  | 26. ledna 1974     | Vyřazena 15. dubna 1992. Od 16. března 2000 provozován Mexickým námořnictvem jako Victoria (F-213), aktivní. |
| USS Truett (FF-1095, ex DE-1095)           | Avondale Shipyard          | 27. dubna 1972     | 3. února 1973      | 1. června 1974     | Od 31. prosince 1991 cvičná loď (FFT-1095), vyřazena 30. července 1994. Zapůjčena (a později prodána) Thajskému královskému námořnictvu jako Phutthayotfa Chulalok (461), vyřazena 1. října 2017.                                                                           |
| USS Valdez (FF-1096, ex DE-1096)           | Avondale Shipyard          | 30. června 1972    | 24. března 1973    | 27. července 1974  | Vyřazena 16. prosince 1991. Roku 1998 ji získalo námořnictvo Čínské republiky, které ji od 18. října 1999 provozuje jako I-jang (FFG-939, ex FF-939), aktivní. |
| USS Moinester (FF-1097, ex DE-1097)        | Avondale Shipyard          | 25. srpna 1972     | 12. května 1973    | 2. listopadu 1974  | Od 31. prosince 1991 cvičná loď (FFT-1097), vyřazena 28. července 1994. Roku 1994 zapůjčena (a později prodána) Egyptu jako Rashid (962), aktivní. |

## Konstrukce

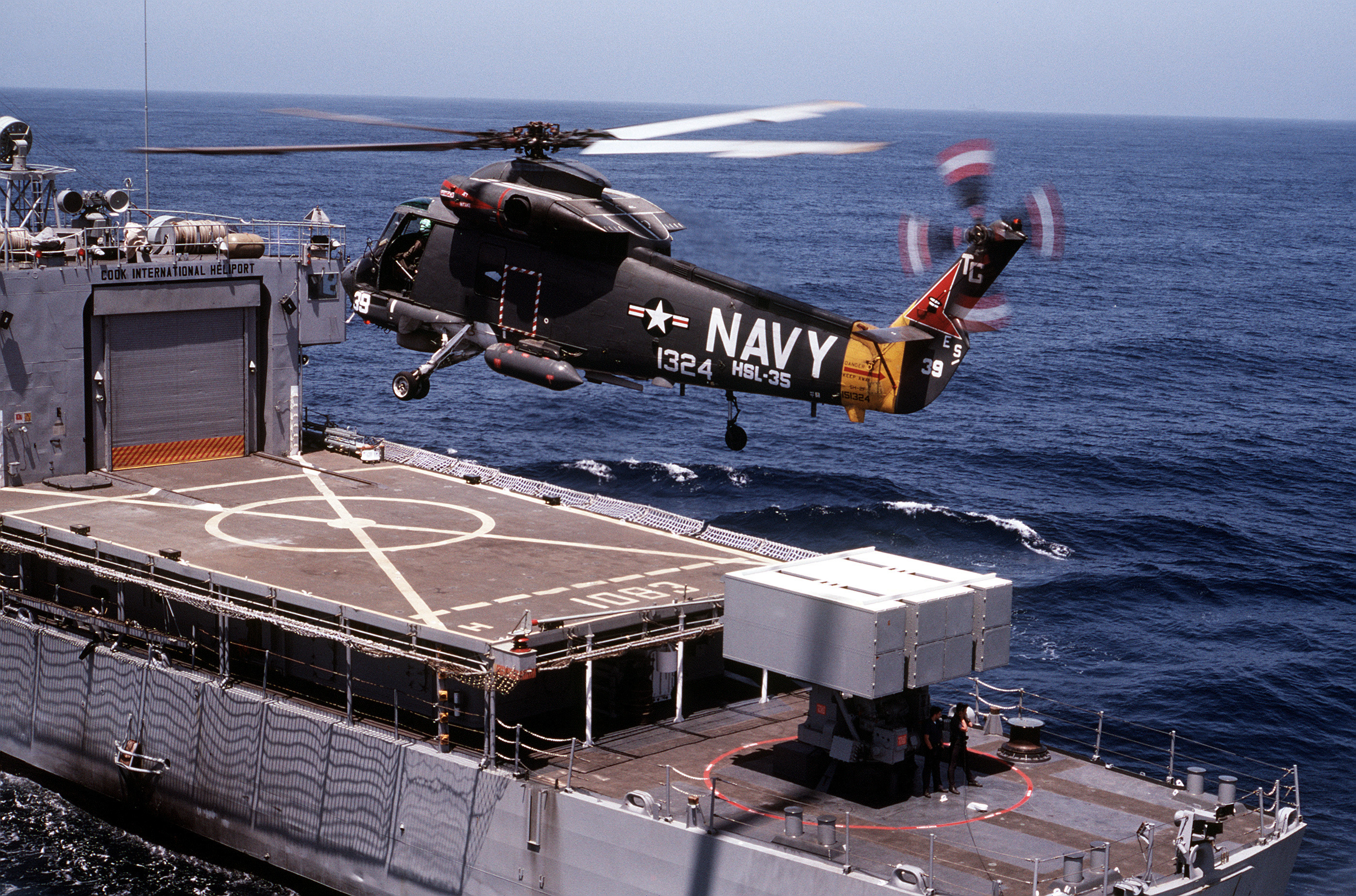
Vrtulník SH-2 přistává na palubě fregaty USS Cook, vpravo je kontejner střel Sea Sparrow

Plavidla byla vybavena trupovým sonarem SQS-26 a vlečným sonarem s měnitelnou hloubkou ponoru SQR-18. Výzbroj tvořil jeden 127mm/54 kanón v věži na přídi, za kterou stálo osminásobné vypouštěcí zařízení Mk.16 pro raketová torpéda RUR-5 ASROC (celkem bylo neseno 16 střel). Lodě dále nesly dva pevné dvouhlavňové 324mm torpédomety pro vypouštění lehkých protiponorkových torpéd Mk.46. Na zádi se nacházela přistávací plocha a hangár pro vrtulník. Nejprve to byl bezpilotní vrtulník DASH, který v 70. letech nahradily vrtulníky Kaman SH-2 Seasprite systému LAMPS I. Pohonný systém tvořila jedna turbína firmy Westinghouse a dva kotle Babcock and Wilcox, popř. Combustion Engineering. Lodní šroub byl jeden. Nejvyšší rychlost dosahovala 27 uzlů.

### Modernizace
Výzbroj jednotlivých lodí byla různě modifikována. Na zádi 31 lodí bylo instalováno osminásobné vypouštěcí zařízení protiletadlových řízených střel Sea Sparrow. Na přelomu 70. a 80. let byla část lodí upravena k odpalování protilodních střel AGM-84 Harpoon z vypouštěcích zařízení střel ASROC. U části lodí byl na zádi instalován jeden systém blízké obrany Phalanx CIWS (byl alternativou ke střelám Sea Sparrow).